# Tonari no 801-chan (film)
Tonari no 801-chan è un film del 2007 diretto da Koutaro Terauchi.
La pellicola è tratta dall'omonimo manga.

## Trama
Chibe, una otaku ventottenne che in più si ritrova ad essere anche un'accanita fujoshi. Suo fidanzato e il giovane e bel Kibet, costretto da lei a condividere in pratica quotidianamente tutte le sue più riposte fantasie di genere yaoi.
È letteralmente affascinata da tutte le relazioni di stampo omosessuale riguardanti ragazzi, dai semplici conoscenti agli estranei intravisti per la strada. Trasportata da questa smania insopprimibile, non da requie al povero fidanzato, il quale volente o nolente la segue in questa divertente mania.
La sua stanza ricolma di riviste di genere BL-Boys Love sempre sul punto di stare per scoppiare: infine, quando viene colta da questa sua particolarissima ossessione ecco apparire un mostriciattolo verde con su scritto sulla fronte il numero 801, il quale si può leggere anche come Y-A-O-I.